# Center for Inquiry
Het Center for Inquiry (CFI) is een educatieve non-profitorganisatie. Zijn primaire missie is het mogelijk maken van een seculiere samenleving gebaseerd op de wetenschap, de rede, vrijheid van onderzoek en humanistische waarden. CFI heeft hoofdkwartieren in de Verenigde Staten en verscheidene andere locaties over de hele wereld.
Het Center for Inquiry richt zich op twee primaire terreinen:
- Onderzoek naar Paranormale en Grenswetenschappelijke Claims door het Committee for Skeptical Inquiry
- Religie, Ethiek en Samenleving door de Council for Secular Humanism

CFI is ook actief met het bevorderen van een wetenschappelijke aanpak van geneeskunde en gezondheidszorg. De organisatie is wel omschreven als denktank en als niet-gouvernementele organisatie.
In januari 2016 kondigde de Richard Dawkins Foundation for Reason and Science aan dat het zou fuseren met het Center for Inquiry, met Robyn Blumner als CEO van de gecombineerde organisaties.

## Geschiedenis

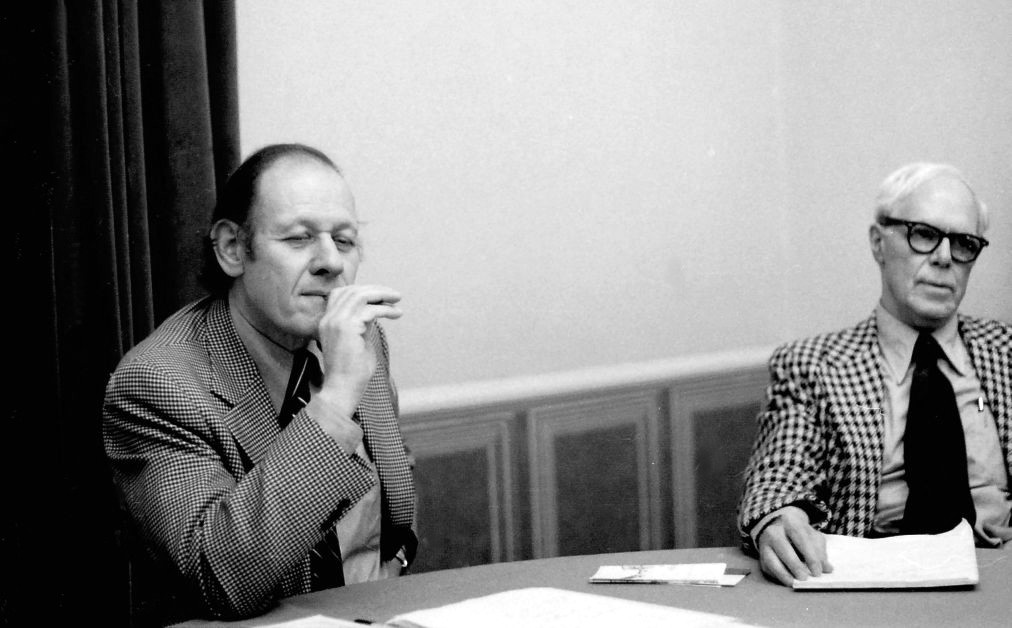
Filosoof Paul Kurtz (links) en auteur Martin Gardner op een CSICOP-bestuursvergadering in 1979.

Het Center for Inquiry werd in 1991 opgericht door filosoof en auteur Paul Kurtz. Het bracht twee eerder door hem gestichte organisaties samen: het Committee for the Scientific Investigation of Claims of the Paranormal (CSICOP) en de Council for Secular Humanism (CSH). CSICOP en CSH hadden voorheen parallel geopereerd, maar vielen nu formeel onder dezelfde koepel.

### Uitbreiding

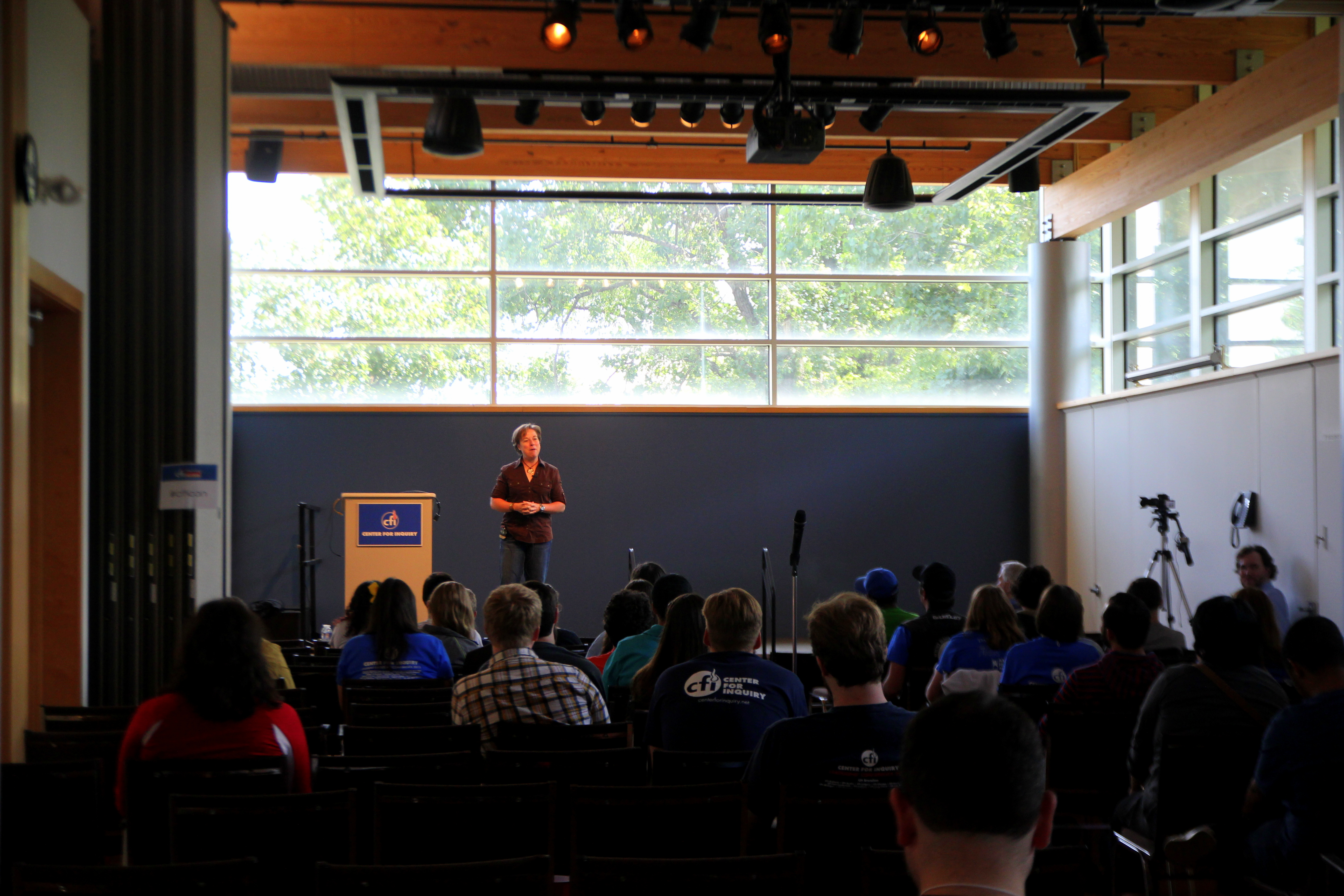
CFI Lecture Hall met open ramen.

Tegen 1995 was het CFI uitgebreid naar een nieuw hoofdkwartier in Amherst (New York) en in 1996 opende het zijn eerste afdelingskantoor in Los Angeles: CFI West. Datzelfde jaar stichtte CFI de Campus Freethought Alliance, waarbij studenten werden georganiseerd omtrent al zijn interessegebieden.
Tegen 1997 was CFI begonnen om zijn inspanningen internationaal uit te breiden door een overeenkomst met de Staatsuniversiteit van Moskou.
Tussen 2002 en 2003 opende CFI twee nieuwe afdelingen in New York en Tampa (Florida) en betrok een nieuw gebouw in Hollywood (Californië). De CFI West-locatie aan de Hollywood Boulevard bracht ook het Steve Allen Theater onder, genoemd naar de voormalige presentator van The Tonight Show die het CFI een warm hart toedroeg. In 2004 breidde CFI verder uit naar andere steden in de Verenigde Staten door de opzet van een netwerk van gemeenschapsorganisaties met de naam CFI Communities.

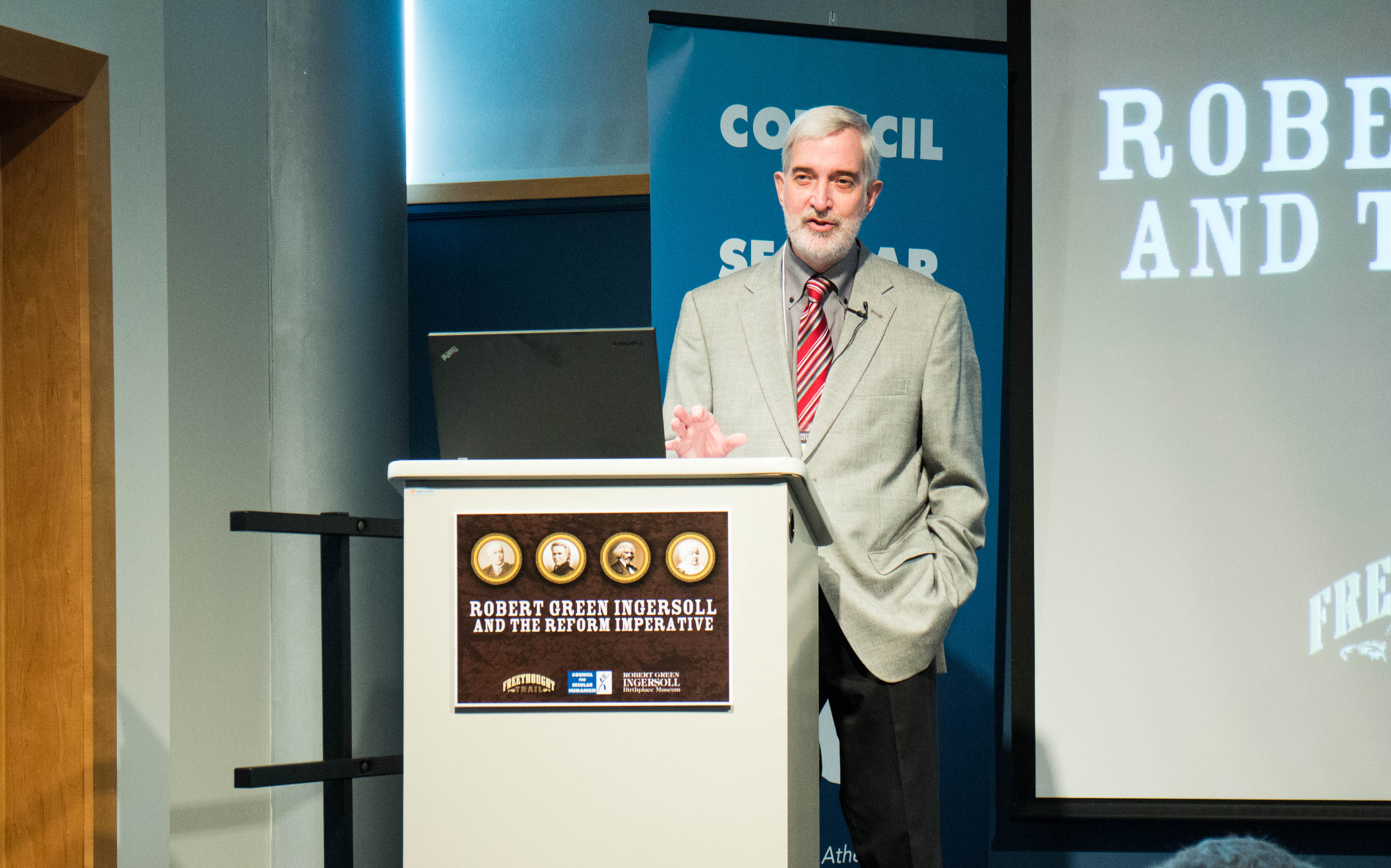
Huidig CFI-CEO Ronald Lindsay.

In 2005 breidde CFI opnieuw zijn hoofdkwartier in Amherst uit met een nieuwe onderzoeksvleugel. CFI werd dat jaar bovendien een speciale raadgevende status toegekend bij de Verenigde Naties.
Sinds 2006 is CFI snel gegroeid met een reeks nieuwe afdelingen in steden in Noord-Amerika en elders in de wereld. Dit waren onder meer Centers for Inquiry in Toronto, Londen, Washington D.C., Indianapolis, Grand Rapids (Michigan), and Austin (Texas). De Washingtonse afdeling is het hoofdkwartier van CFI's Office of Public Policy, dat de belangen van CFI in de Amerikaanse politiek behartigt.
Sinds januari 2015 zijn de Council for Secular Humanism en het Committee for Skeptical Inquiry geen onafhankelijke maar geaffilieerde organisaties van CFI meer, maar programma's binnen het Center for Inquiry.
In januari 2016 kondigde CFI aan dat het een fusie zou aangaan met de Richard Dawkins Foundation for Reason and Science, met Robyn Blumner als CEO van de gecombineerde organisaties.

### Afscheid van oprichter
Paul Kurtz meende dat hij vanwege zijn onenigheid met de nieuwe CEO Ronald Linsay in juni 2009 als voorzitter werd weggestemd. Kurtz omschreef Lindsay's leiding van CFI als "boos atheïsme", in tegenstelling tot zijn eigen positief humanistische filosofische aanpak. In een bestuursverklaring van 2010 dankte het Center for Inquiry Kurtz voor zijn "tientallen jaren dienst" en beweerde dat "veel van de successen van CFI zijn dankzij Paul Kurtz' inspiratie en leiderschap." Het persbericht stelt dat met Kurtz' aanmoediging er werd gezocht naar nieuw leiderschap met als doel Kurtz als CEO te vervangen. Voor 2010 was het bestuur Kurtz' "dagelijks beheer van de organisatie. In juni 2008 stelde het bestuur Dr. Ronald A. Lindsay aan tot directeur en CEO; in juni 2009 verkoos het bestuur Richard Schroeder tot voorzitter en Dr. Kurtz tot emeritus-voorzitter." In mei 2010 aanvaardde het bestuur het aftreden van Kurtz.

## Paranormale en grenswetenschappelijke claims

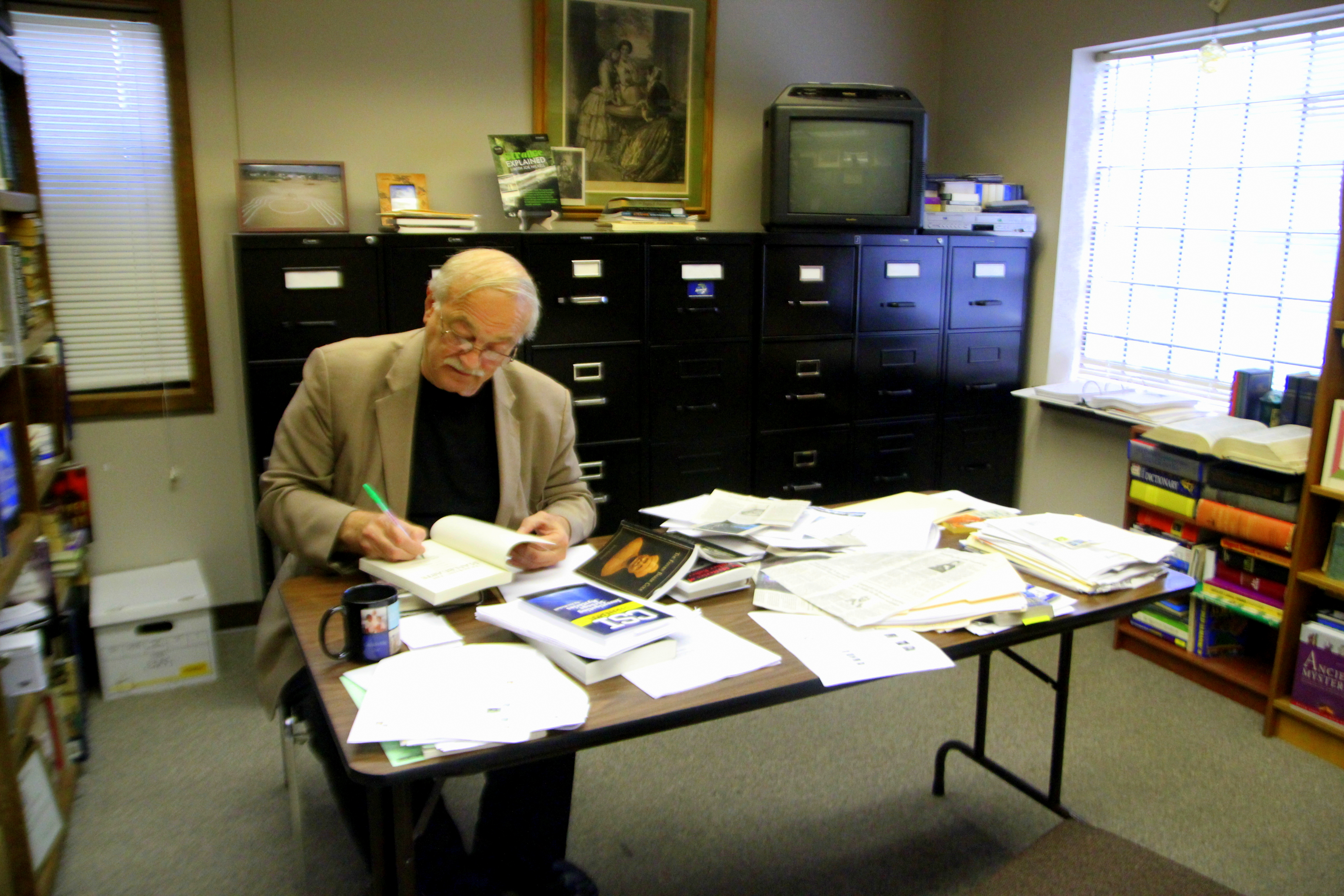
Joe Nickell, Research Fellow bij het Committee for Skeptical Inquiry.

Middels het Committee for Skeptical Inquiry, uitgever van het tijdschrift Skeptical Inquirer, evalueert het Center for Inquiry paranormale claims (fenomenen die, althans naar verluidt, niet op een normale wetenschappelijke manier kunnen worden verklaard), zoals mediums, spook, communicatie met de doden en vermeede buitenaardse bezoeken. Het verkent ook de marges en grensgebieden van de wetenschappen en probeert onderzoek dat zich baseert op bewijs strikt van de pseudowetenschappen te scheiden.
In 1991 werd CSICOP samen met goochelaar en prominente skepticus James Randi aangeklaagd door de televisieberoemdheid Uri Geller vanwege beweringen die Randi gedaan had in de International Herald Tribune, namelijk dat Geller alleen maar trucjes gebruikte en helemaal geen paranormale gaven bezat. De zaak duurde een aantal jaren, waarbij Geller de kosten en andere zaken moest betalen, en werd uiteindelijk in 1995 beslecht.

### Independent Investigations Group

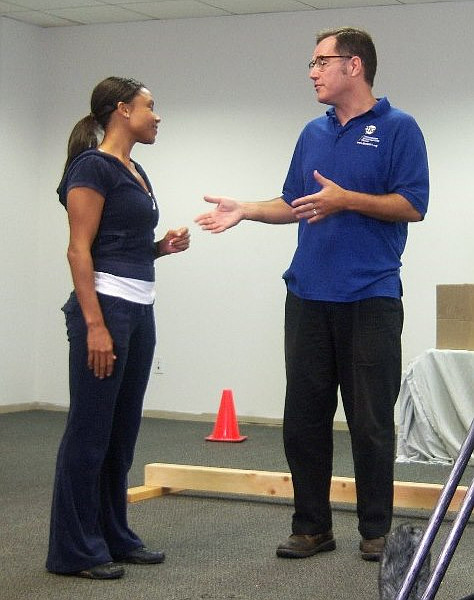
IIG test "Power Balance"-armbandjes.

De Independent Investigations Group (IIG), een groep vrijwilligers binnen CFI West, voert experimentele tests uit naar grenswetenschappelijke claims. Het biedt een contant prijs aan (anno 2016 ter hoogte van $100,000,-) voor het succesvol demonstreren van paranormale, bovennatuurlijke of occulte krachten of gebeurtenissen onder degelijke testvoorwaarden. De IIG Awards (ook wel "Iggies" genoemd) worden uitgereikt voor "wetenschappelijk en kritisch denken in mainstream entertainment". De IIG heeft onder andere "Power Balance"-armbandjes, mediumdetectives en een 'telepathische wonderhond' getest.

## Religie, ethiek en samenleving
Het Center for Inquiry bevordert kritisch onderzoek naar de grondslagen en sociale effecten van religies. Sinds 1983 heeft het, aanvankelijk door zijn betrekkingen met het Committee for the Scientific Examination of Religion, zich gericht op zaken zoals fundamentalisme in het christendom en de islam, humanistische alternatieven op religieuze ethiek en de religieuze bronnen van politiek geweld. Het heeft deelgenomen aan protesten tegen religieuze vervolging over de hele wereld en bestrijdt religieuze privileges zoals klerikale belastingvoordelen in de Verenigde Staten.
Het CFI ondersteunt seculiere belangen zoals openbaar onderwijs. Het organiseert conferenties, zoals Women In Secularism
 en een conferentie gericht op Robert G. Ingersoll, Amerikaans voorvechter van de vrijdenkerij. CFI heeft ook vegader- en conferentiefaciliteiten geleverd aan andere skeptische organisaties, bijvoorbeeld een atheïstische of kleurconferentie over sociale gerechtigheid.
CFI onderneemt ook atheïstische onderwijs- en ondersteundsactiviteiten, bijvoorbeeld boeken over vrijdenken naar gevangenen sturen als onderdeel van zijn Freethought Books Project.
CFI is een actief bepleiter van de vrijheid van meningsuiting en een seculiere overheid. Het verzet zich tegen geïnstitutionaliseerde religie in het leger.
Het is huisvest zijn verwante organisatie, de Council for Secular Humanism, dat het tijdschrift Free Inquiry publiceert, een tweemaandelijks blad over seculier humanistisch denken en discussies.

## Publicaties

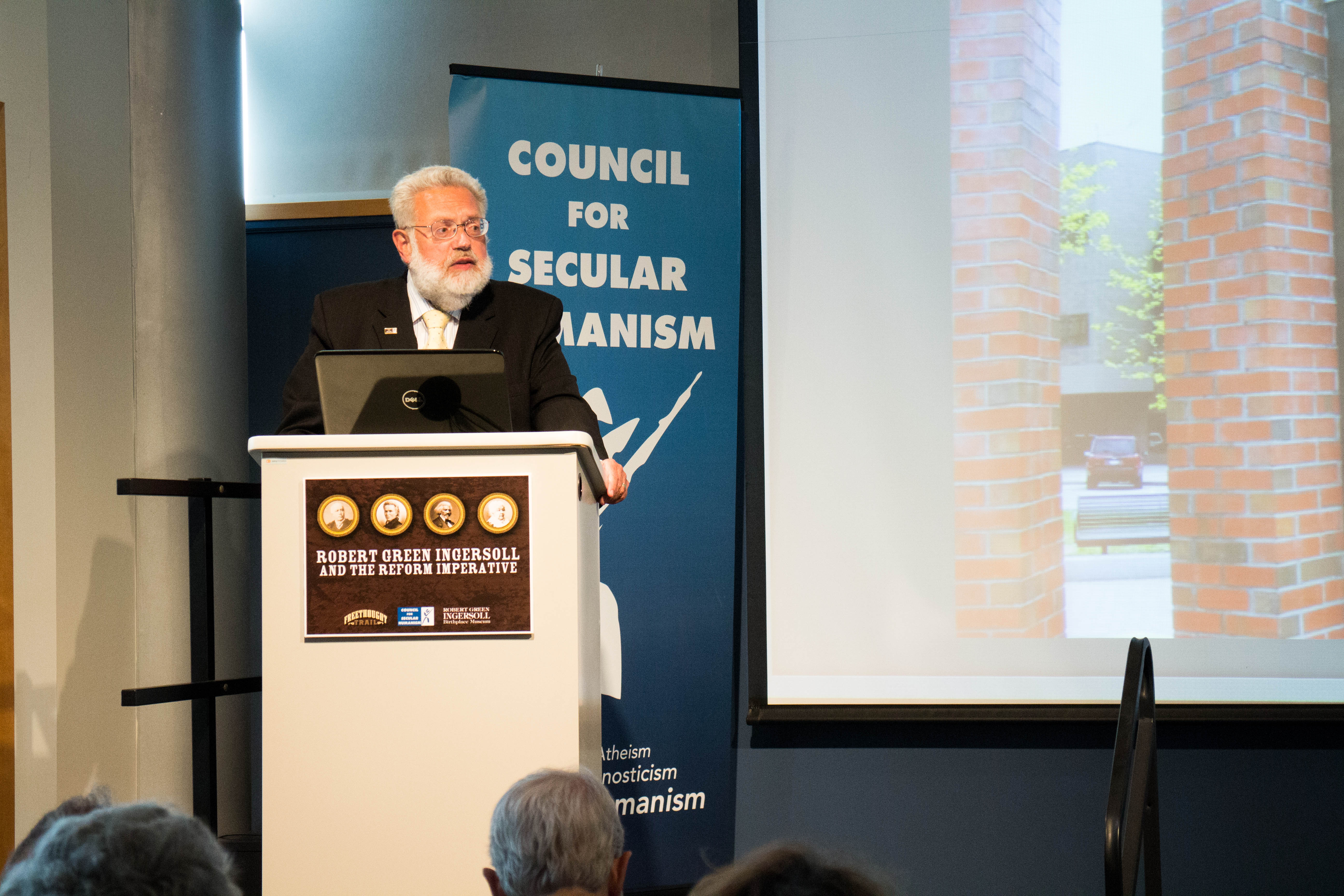
Tom Flynn, hoofdredacteur van Free Inquiry.

De resultaten van onderzoek en activiteiten die het Center en zijn affiliaties ondersteunen worden gepubliceerd en verspreid onder het grote publiek in zeventien nationale en internationale tijdschriften (al dan niet wetenschappelijk) en nieuwsbrieven. Dit zijn onder meer Free Inquiry en Secular Humanist Bulletin van het CSH en de Skeptical Inquirer, American Rationalist, van het CSI en bovendien de Scientific Review of Alternative Medicine, Scientific Review of Mental Health Practice, The Skeptic in het Verenigd Koninkrijk en Philo, een academisch tijdschrift over filosofische vraagstukken.
Het CFI heeft sinds 2005 de wekelijkse radioshow en podcast Point of Inquiry uitgezonden. Afleveringen zijn via iTunes gratis te downloaden. De hosts zijn door de jaren heen steeds vernieuwd. Bekende gasten op het programma waren onder meer Steven Pinker, Neil deGrasse Tyson en Richard Dawkins.

## Projecten en programma's

### Camp Inquiry
Het Center for Inquiry organiseert een jaarlijks kinderzomerkamp dat Camp Inquiry heet en gericht is op wetenschappelijke geletterdheid, kritisch denken, naturalisme, de kunsten, de menswetenschappen en humanistische ethische ontwikkeling. Camp Inquiry is weleens omschreven als "een zomerkamp voor kinderen met vragen" waar enge verhalen worden gevolgd door "sessies omgekeerd redeneren" waarbij de deelnemers worden aangemoedigd om te achterhalen wat de oorzaak is van een schijnbaar bovennatuurlijke ervaring. Camp Inquiry heeft ook kritiek ontvangen als zou het een "omgekeerd Jesus Camp" zijn; de organisators hebben geantwoord dat het kamp niet slechts bedoeld is voor atheïstische kinderen en dat de kampeerders wordt aangemoedigd om hun eigen conclusies te trekken op grond van empirisch en kritisch denken.

### Center for Inquiry On Campus

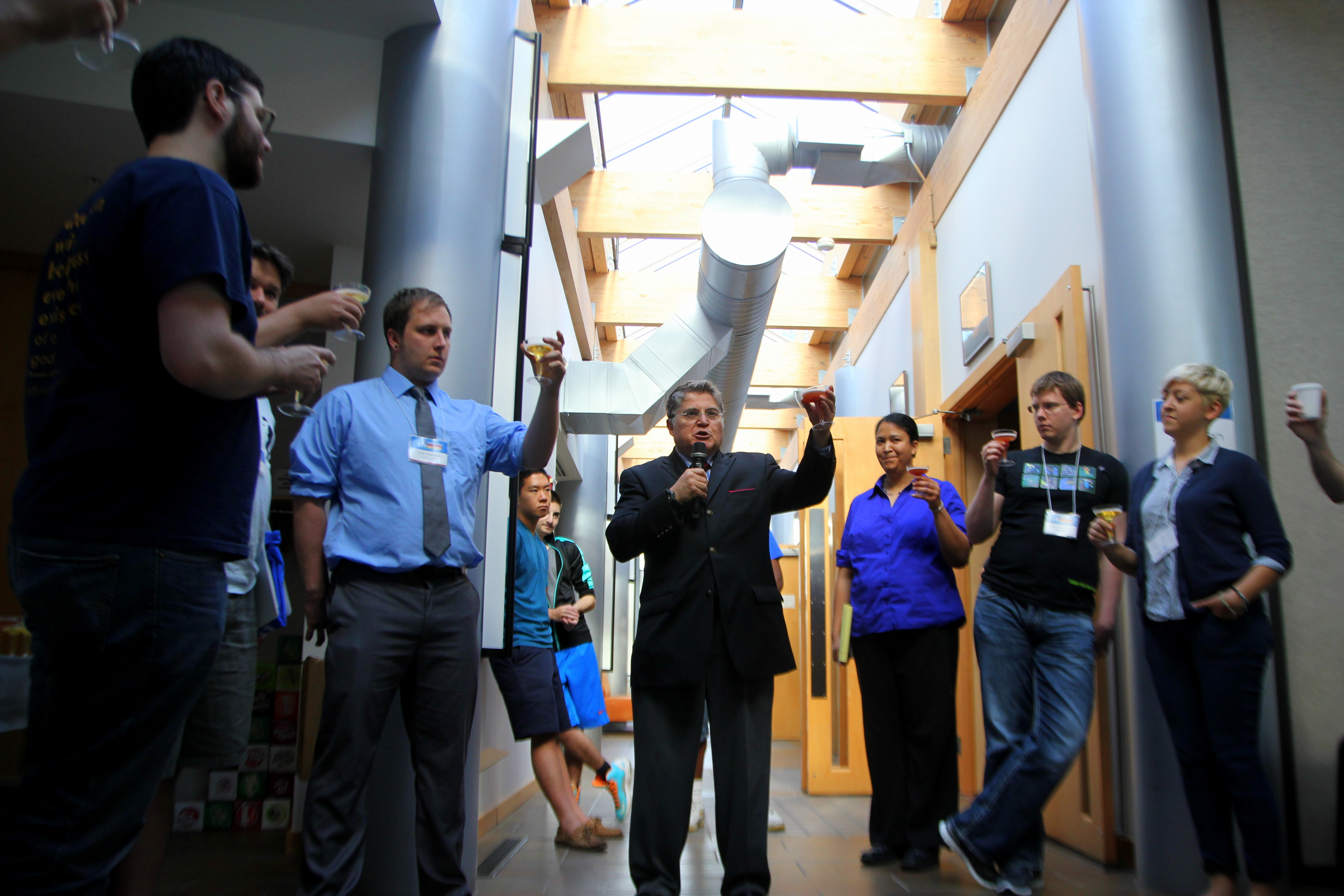
CFI Student Conference 2013 in Amherst, met CFI-directeur Eddie Tabash

CFI On Campus (oorspronkelijk de Campus Freethought Alliance) is een door de Council for Secular Humanism in 1996 opgestart programma van Derek Araujo en anderen om universitaire en hogeschoolstudenten te bereiken. Het Center for Inquiry On Campus levert financiering sprekers of debaters, literatuur en ander promotie- en educatief materiaal aan studentengroepen die eraan verwant zijn. Op deze manier worden meer dan 200 campusgroepen over de hele wereld ondersteund.
Center for Inquiry On Campus wordt geleid door Debbie Goddard, die ook de directeur is van African Americans for Humanism. CFI on Campus heeft een aantal stafleden die CFI-studentengroepen helpen om hun doelstellingen op hun universiteiten te bereiken.

### CFI Institute

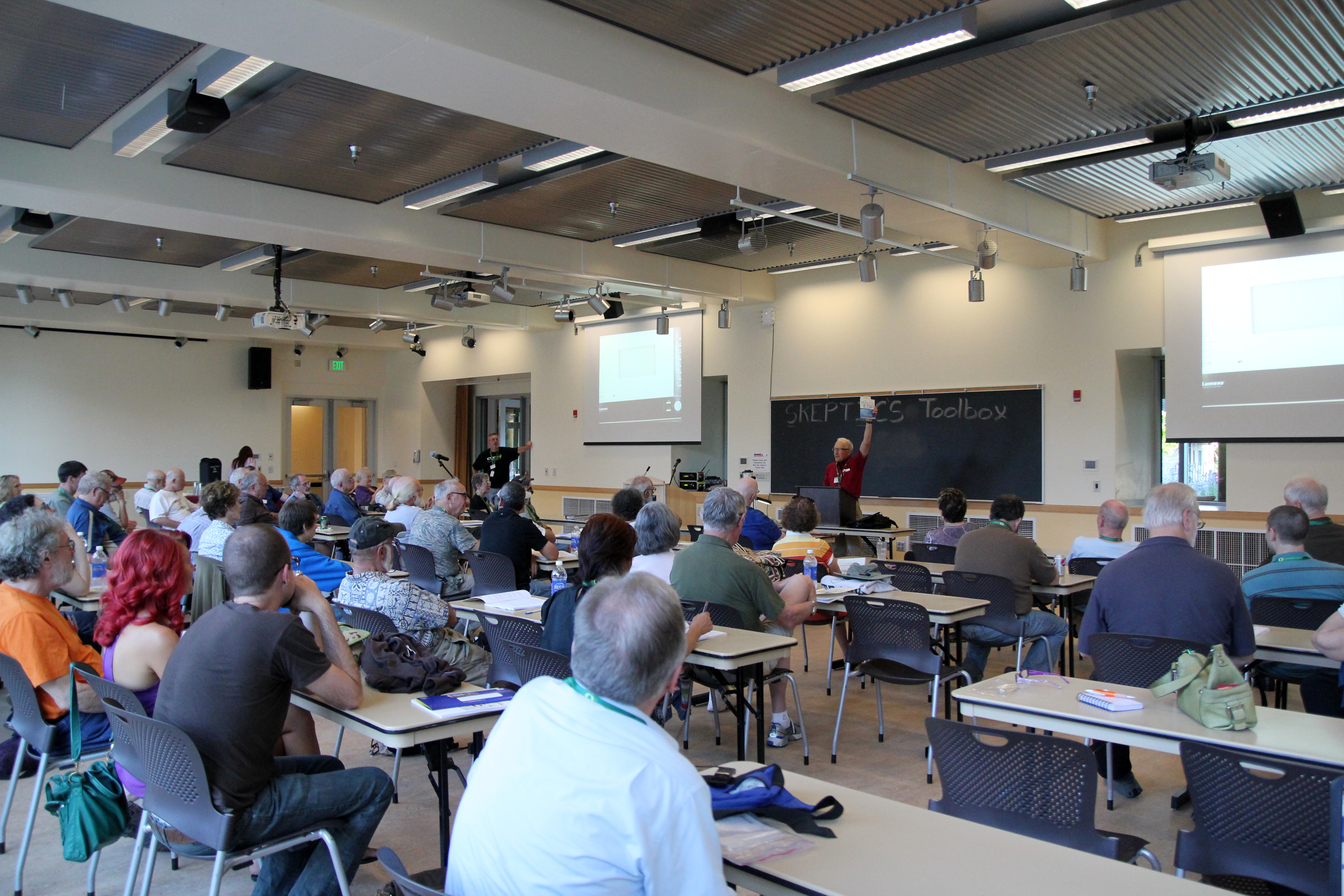
Een lezing van Ray Hyman op Skeptic's Toolbox 2012

Het Center for Inquiry Institute biedt studenten cursussen, seminars en workshops aan over kritisch denken en het wetenschappelijk perspectief en zijn implicaties voor religie, menselijke waarden en de grenzen van de wetenschap. Naast overdraagbare onderscheidingen via het systeem van de University of New York (SUNY), biedt het CFI een dertigurig Certificate of Proficiency in Critical Inquiry.
Het driejarige curriculumplan biedt zomercolleges aan op de hoofdcampus van SUNY-Buffalo in Amherst en de Skeptic's Toolbox-workshop aan de University of Oregon in Eugene.

## Geaffilieerde organisaties
- Centre for Inquiry Canada
- Centre for Inquiry UK[49][50]
- Center for Inquiry Low Countries[51]
- Committee for Skeptical Inquiry (CSI)
- Committee for the Scientific Examination of Religion (CSER)
- Commission for Scientific Medicine and Mental Health Practice (CSMMH)[52]
- Institute for the Secularisation of Islamic Society (ISIS)
- Richard Dawkins Foundation for Reason and Science (RDFRS)